# Brændemærket (film fra 1923)
 For alternative betydninger, se Brændemærket. (Se også artikler, som begynder med Brændemærket)
Brændemærket (originaltitel Legally Dead) er en amerikansk stumfilm fra 1923 af William Parke.

## Medvirkende
- Milton Sills som Will Campbell
- Margaret Campbell som Mrs. Mazie Campbell
- Claire Adams som Minnie O'Reilly
- Eddie Sturgis som Jake Dorr
- Faye O'Neill
- Charles A. Stevenson som Malcolm Steel
- Joseph W. Girard